# Estadio Carrara
El Carrara Stadium (por razones de patrocinio llamado Metricon Stadium), es un estadio ubicado en la ciudad de Gold Coast, en Queensland, Australia. Es utilizado principalmente para la práctica del cricket y el fútbol de reglas australianas, y en ocasiones para el fútbol y rugby. El estadio será sede de los Juegos de la Mancomunidad de 2018 (Commonwealth Games), en donde albergara las ceremonias de apertura y clausura, además de las competencias atléticas.
Inaugurado primeramente en 1986, el estadio fue reconstruido totalmente entre 2009 y 2011, aumentando su capacidad de 18 000 a 25 000 asientos (con la capacidad de albergar un adicional de 15 000 asientos temporales). El recinto es utilizado desde 2011 por el club de fútbol australiano Gold Coast Suns de la Australian Football League.
El 15 de marzo de 2011, el club Gold Coast Suns anunció que el grupo constructor Metricon firmó un contrato de A$3 millones para hacerse con los derechos de nombre del estadio por un periodo de 5 años. En marzo del año 2016 la empresa Metricon firmó un acuerdo de extensión de 5 años con los Suns hasta el 25 de marzo de 2020 para los derechos del nombre del estadio.

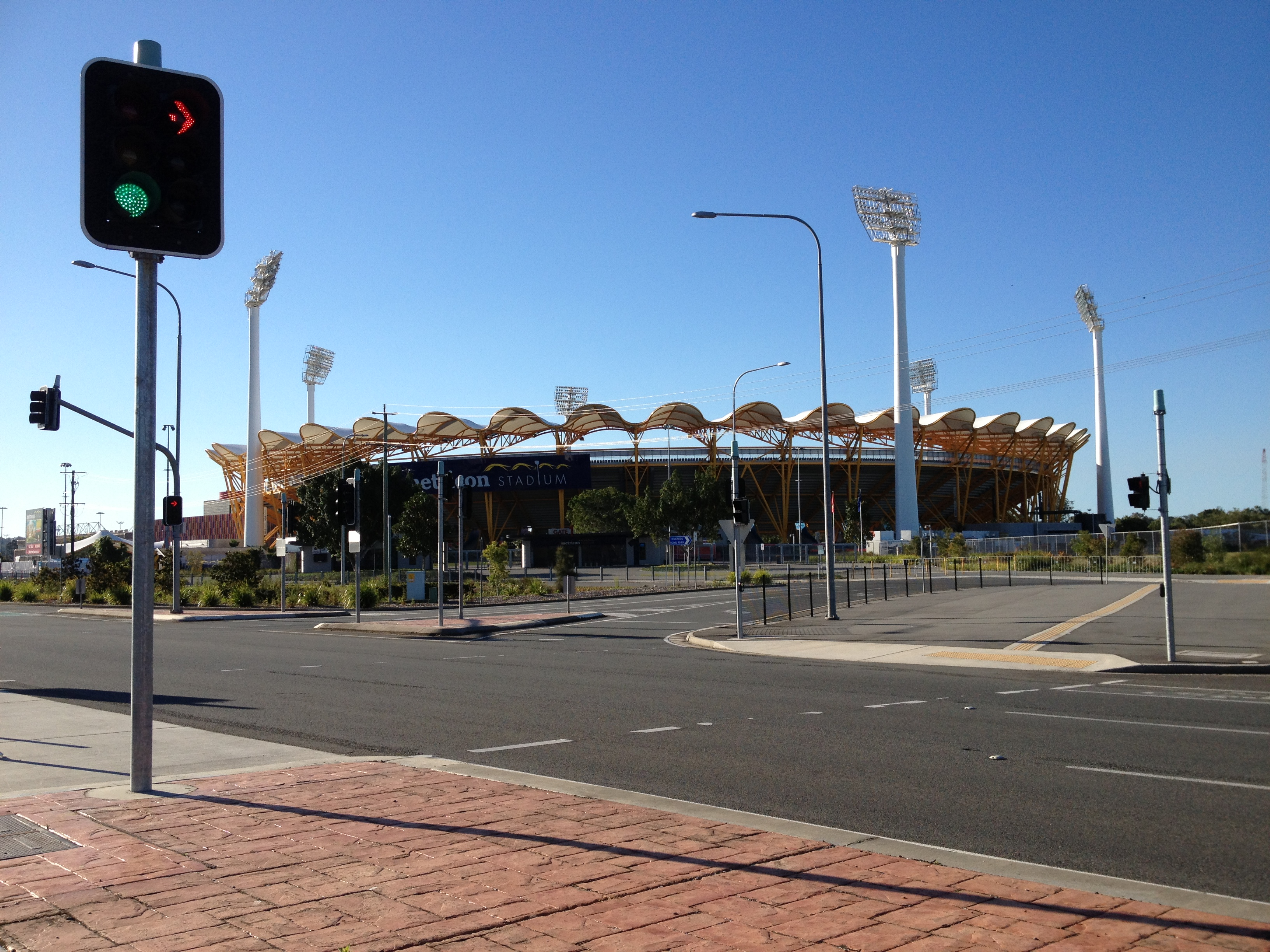
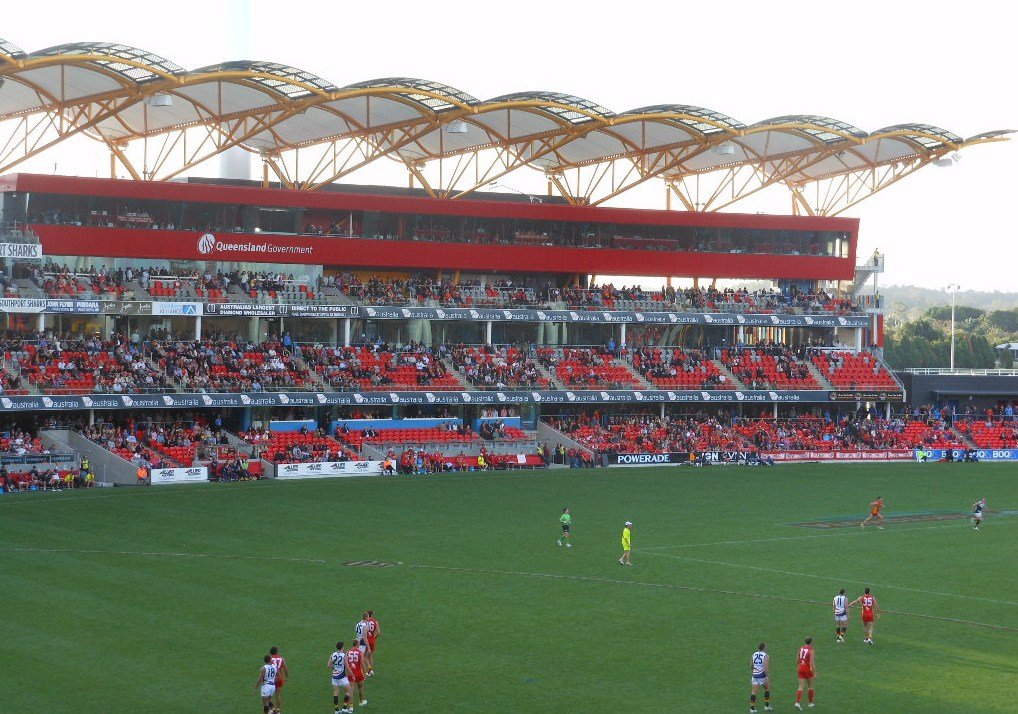
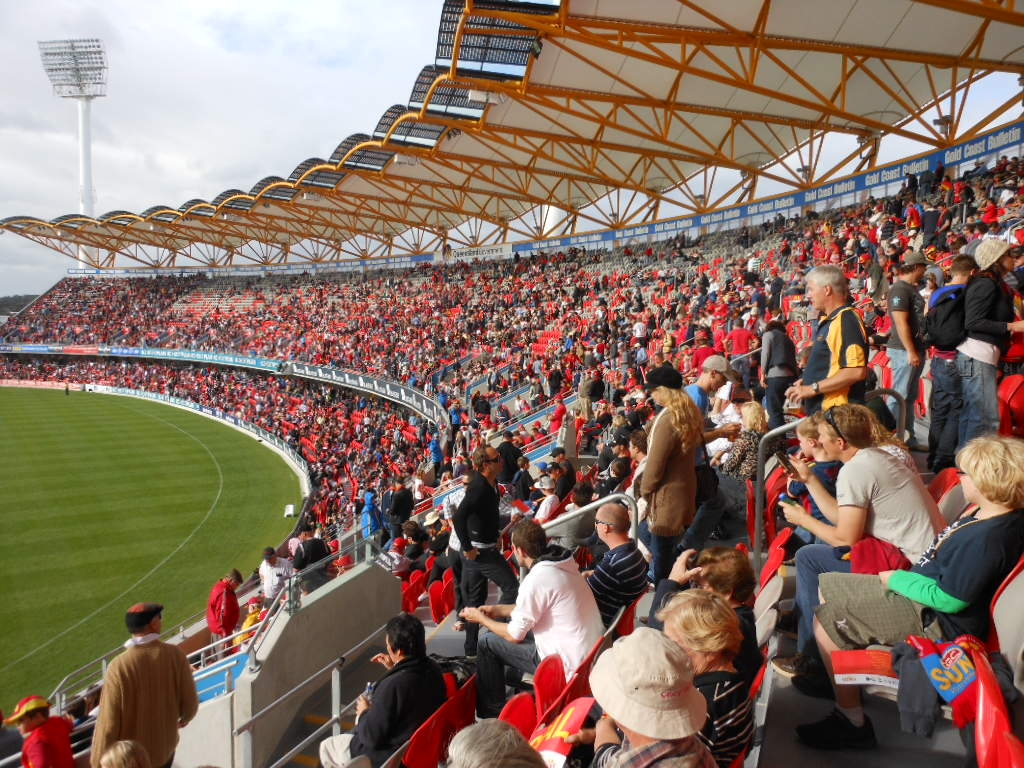